# Rue Préfet-Claude-Érignac
Pour les articles homonymes, voir Érignac.
La rue Préfet-Claude-Érignac est une voie de la commune de Nancy, dans le département de Meurthe-et-Moselle, en région Lorraine.

## Situation et accès
La rue Préfet-Claude-Érignac est placée au sein de la Ville-neuve, et appartient administrativement au quartier Charles III - Centre Ville. Elle est rectiligne, d'une longueur d'environ 50 mètres et orientée nord-sud.
Débutant au nord à l'extrémité sud-est de la place Stanislas et de celle de la rue Lyautey avec laquelle elle forme un angle droit, elle se termine au sud à l'intersection de la rue Pierre-Fourier. La rue est flanquée sur toute sa longueur de deux bâtiments, l'hôtel de préfecture de Meurthe-et-Moselle à l'est et l'hôtel de ville de Nancy à l'ouest.

## Origine du nom
Elle porte le nom de Claude Érignac, né en 1937 et mort assassiné le 6 février 1998 à Ajaccio (Corse-du-Sud), haut fonctionnaire français et Préfet de Meurthe-et-Moselle entre le 30 octobre 1989 et le 1er juin 1993.

## Historique
Entre 1926 et 1999, cette rue portait le nom de rue Maurice-Barrès dont elle est actuellement le prolongement nord.
Elle a été inaugurée le 14 juillet 1999 en présence de Madame Érignac qui a découvert une plaque commémorative
sur laquelle on trouve la citation suivante :
«La première des solidarités est celle qui lie les citoyens entre eux au travers de l'état. C'est la solidarité nationale. L'administration, qui la met en œuvre, est faite pour servir.»
«Claude Érignac»
La Ville de Nancy rend, le 6 février de chaque année à cet endroit, un hommage à Claude Érignac.

## Bâtiments remarquables et lieux de mémoire
- no 1 : Hôtel de préfecture de Meurthe-et-Moselle avec son pignon sur la place Stanislas.
- no 2 : Hôtel de ville de Nancy avec son entrée du côté de la salle Chepfer. L'édifice a été classé aux monuments historiques par arrêté du 12 juillet 1886[3].

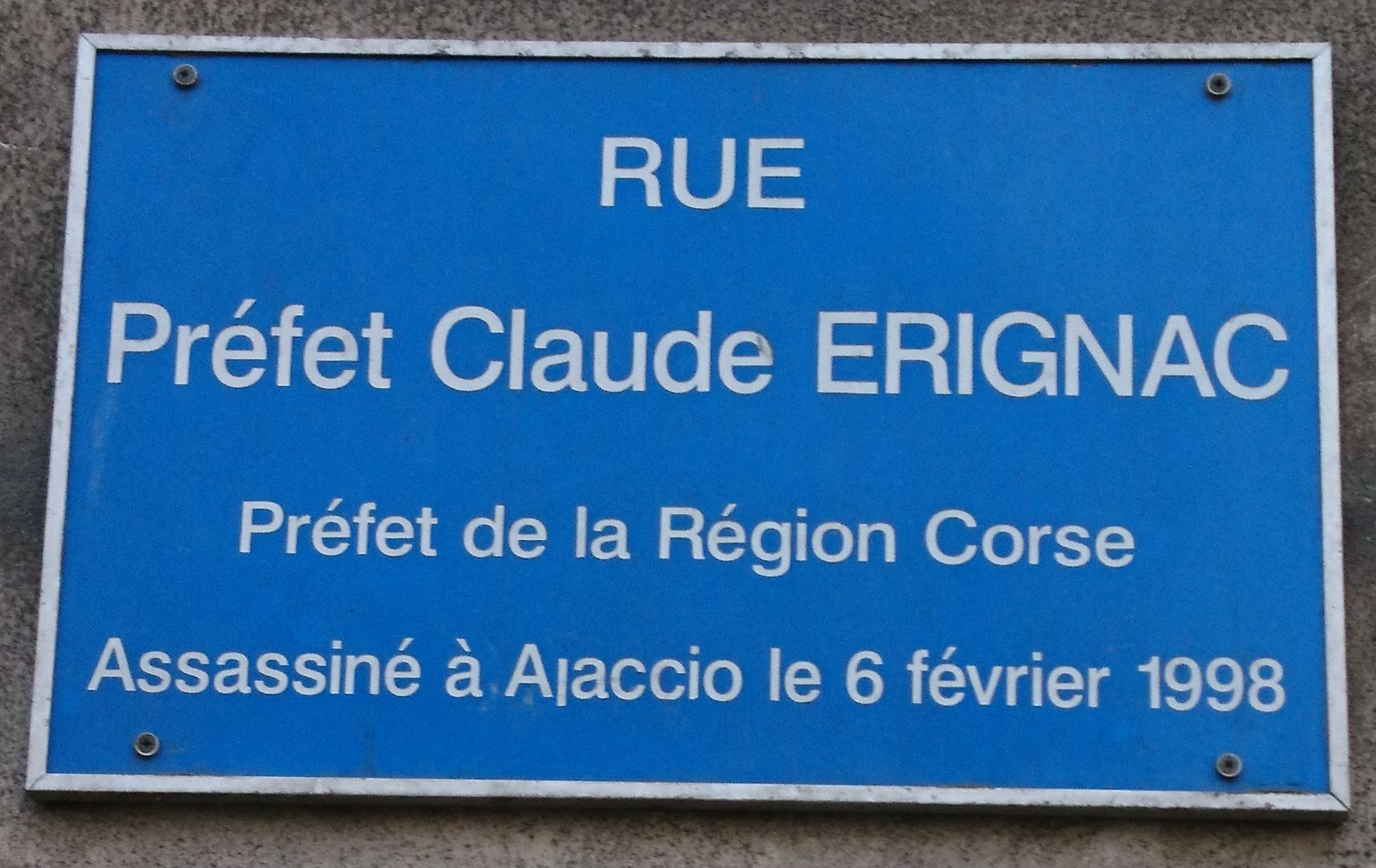
Plaque de rue Préfet-Claude-Érignac
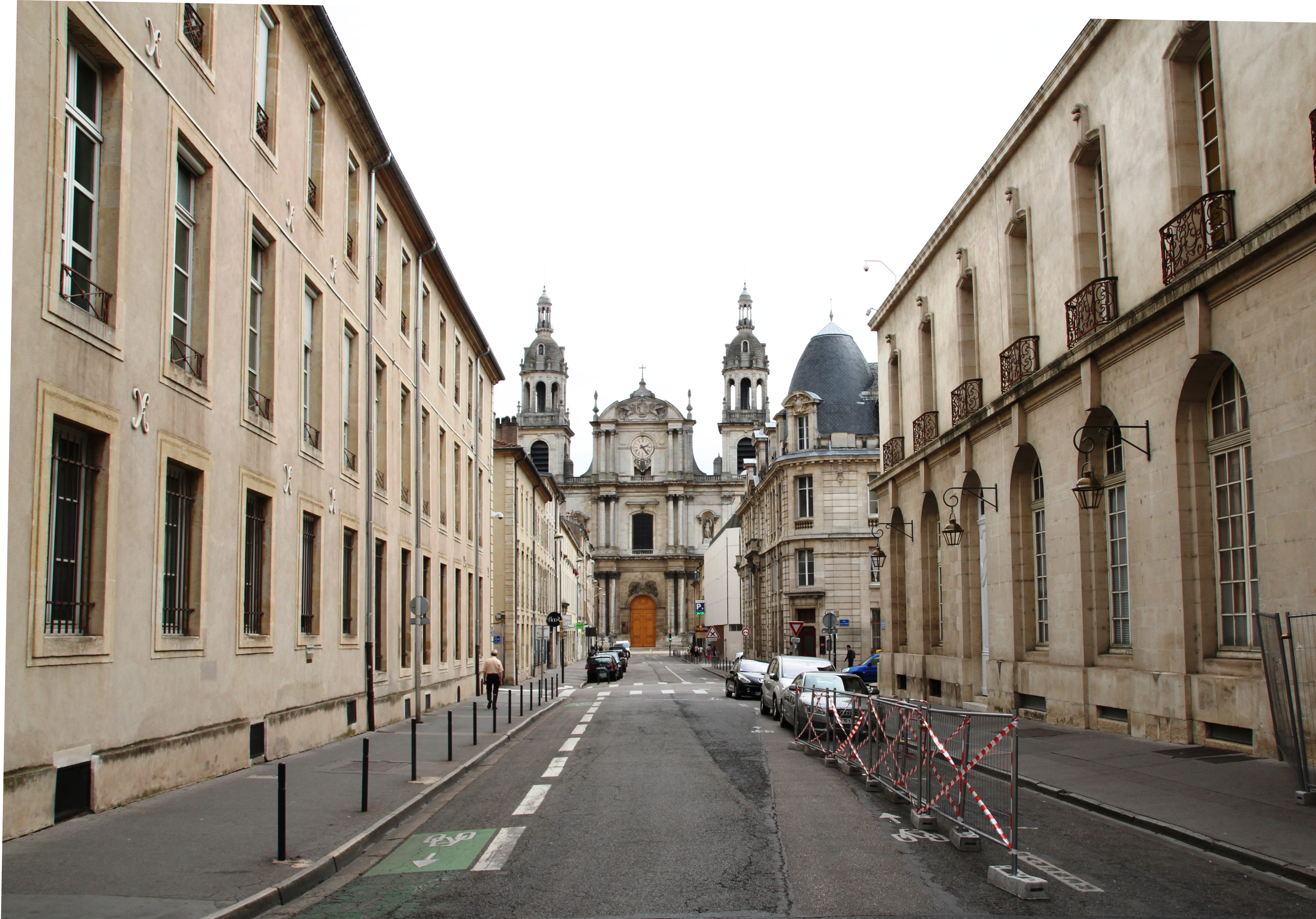
Rue Préfet-Claude-Érignac vers la cathédrale
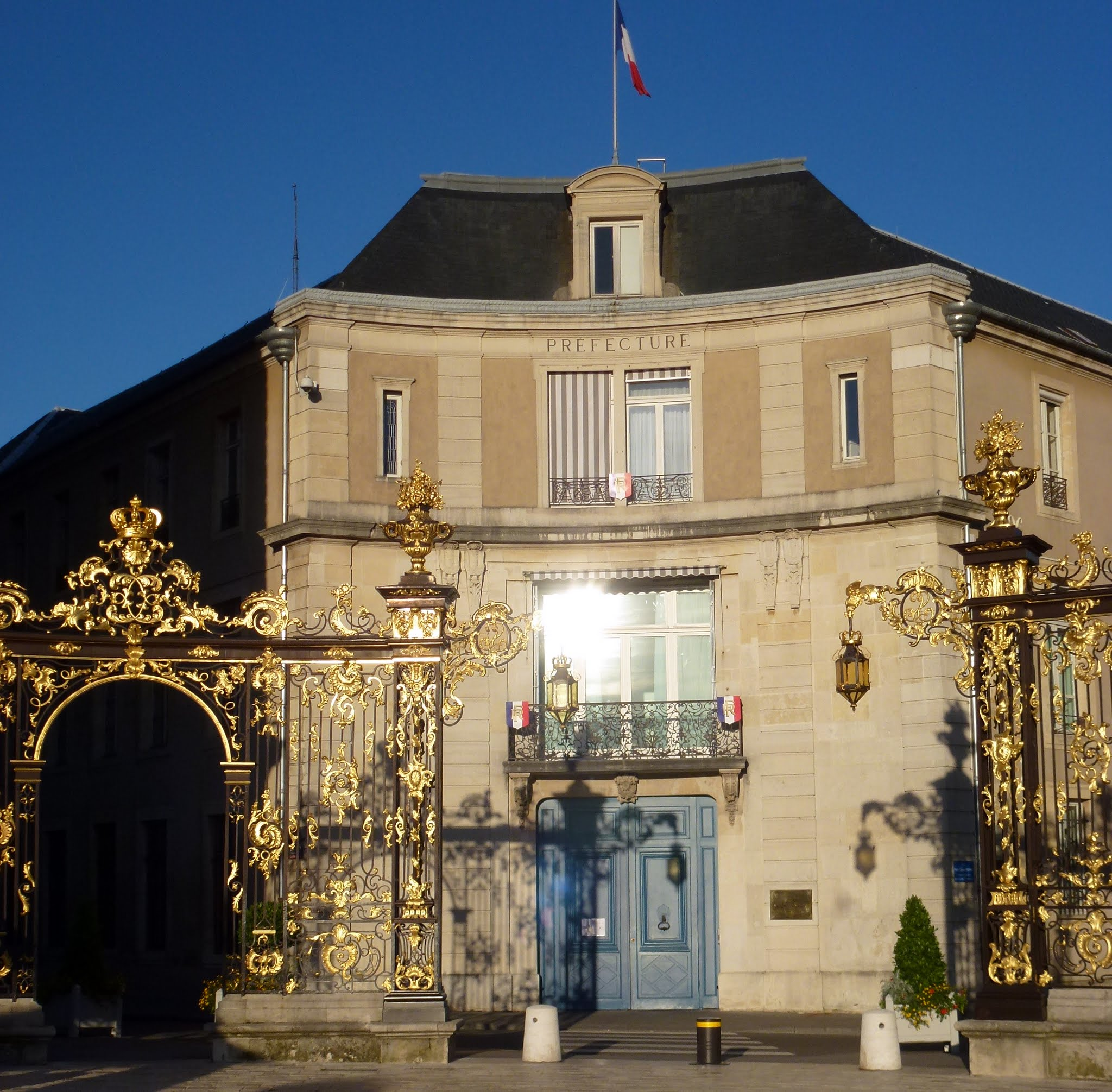
N°1, préfecture de Meurthe-et-Moselle
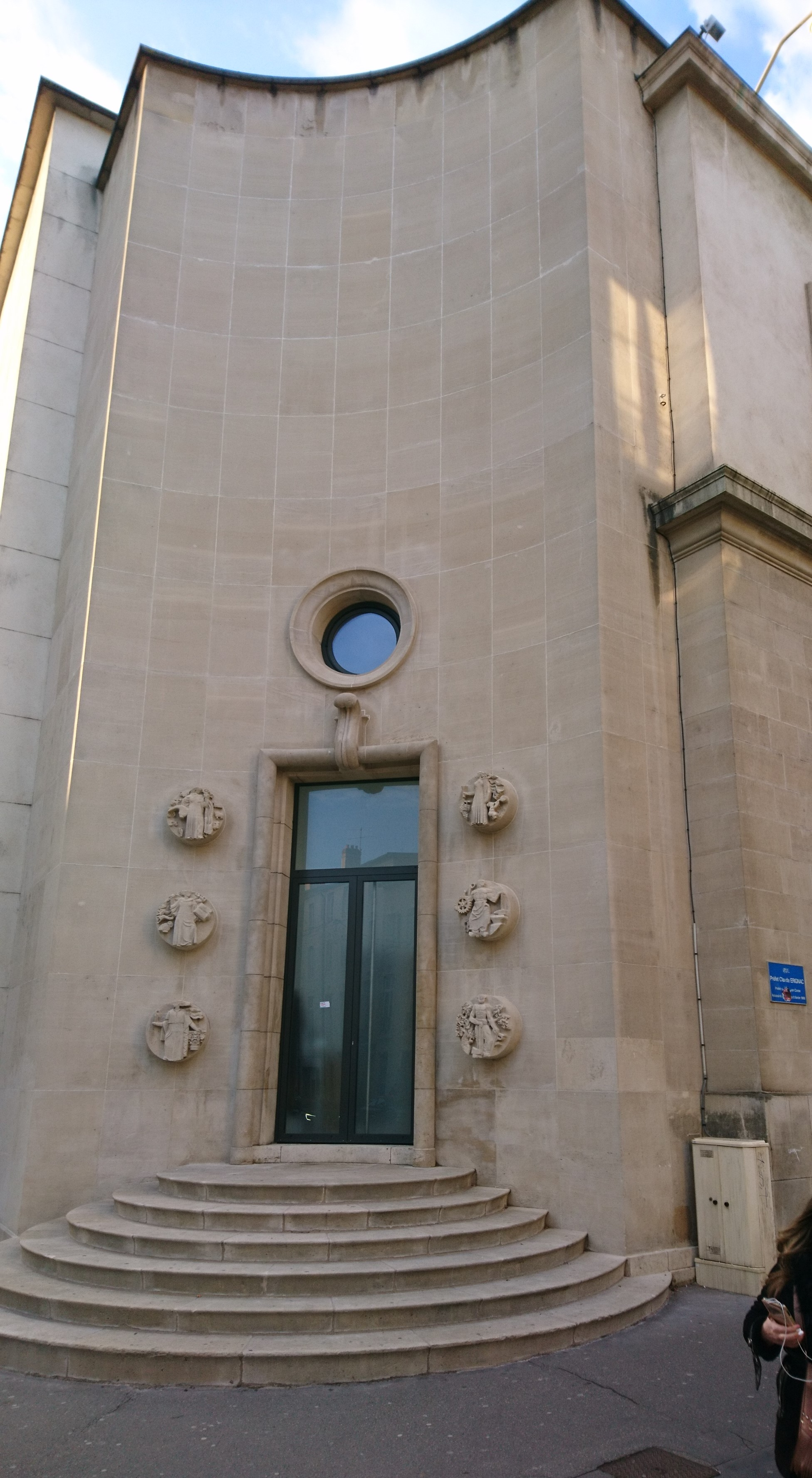
N°2, hôtel de ville de Nancy
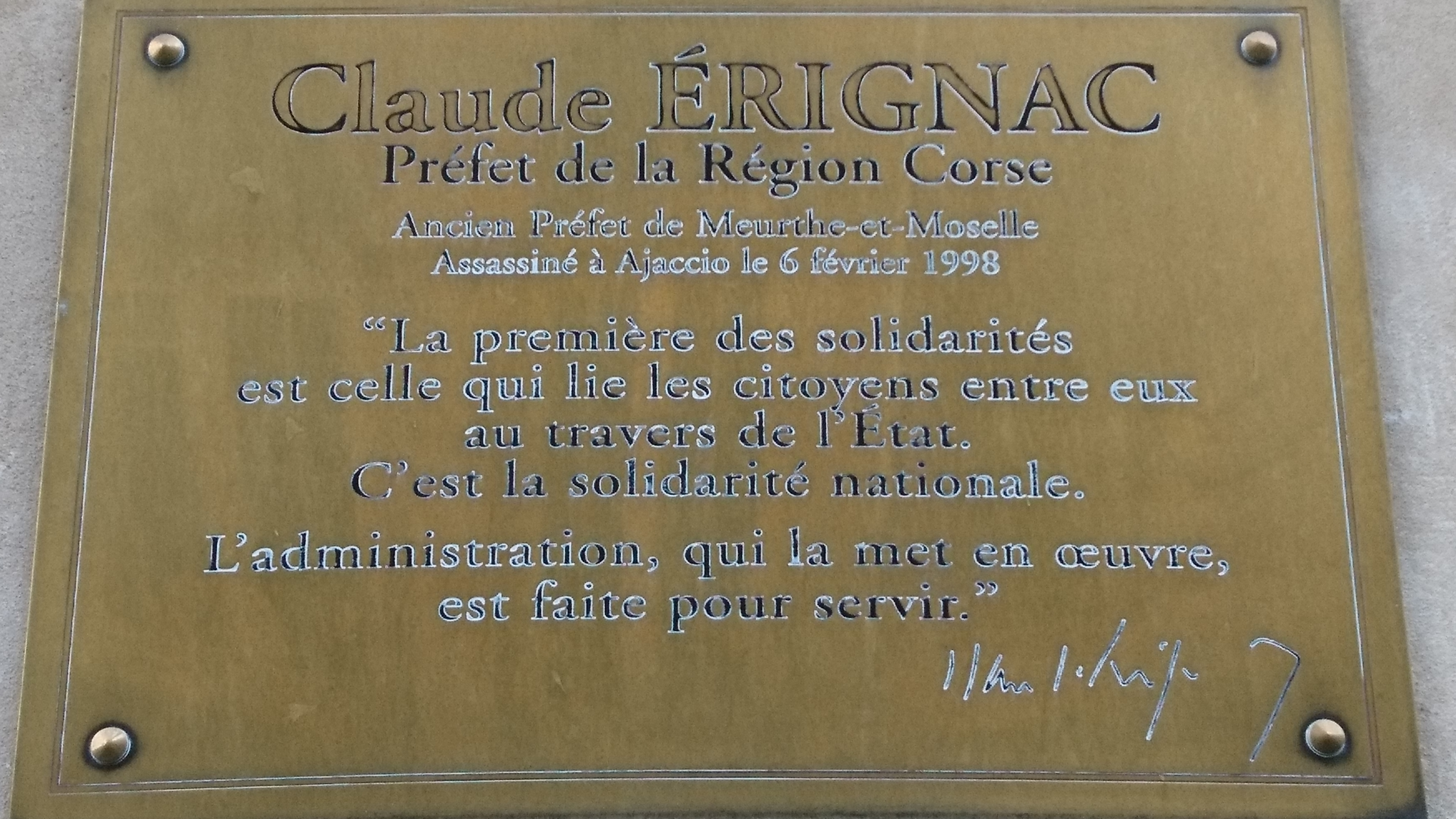
Plaque commémorative cliquez dessus pour agrandir